# Esztergomi szénrakodó
Az esztergomi szénrakodótorony a Duna 1721,5 folyamkilométerénél, a Nyáros-sziget keleti csücskénél a folyómederben álló ipari műemlék.

## Története
A dunai rakodó, illetve kötélpálya állomás, vagy ismertebb nevén szénrakodó, a Dorogi Szénbányák szállító és elosztó üzemegységének volt külön részlege. A konstrukció 1927-ben kezdett el működni és bár minden bizonnyal a különleges kiképzésű, kinézetű szerkezet megépítésének története lenne a legérdekesebb fejezet eme históriában, sajnos a folyó aljára lerögzített monstrum megalkotásáról nem találtunk leírásokat. Annyi valószínű, hogy az építés első fázisát jelentő alapozást a lehető legalacsonyabb vízállásnál végezték el, a jelenlegi tulajdonos, a Váltótér Alapítvány képviselőjeként a témában jártas Lévay Jenő úgy véli, az alapok 5 méter mélységben vannak a folyó meder talajszintje alatt.
Az építmény funkciója az volt, hogy a dorogi szénbányák által kitermelt szénport folyami uszályokra továbbítsa. A beton alapokon nyugvó acélszerkezet több, mint 5,7 kilométeres kötélpályával volt összeköttetésben a szénbánya osztályozó egységével, ezen a pályán érkeztek a szénporral megrakott csillék a Duna partjához. A hajókra rakott szenet főként a csepeli erőműbe, illetve a fővárosi ipari létesítményekbe szállították. Amikor még funkcionált a szénrakodó, a vízben két hatalmas lábon álló, több emeletnyi magasságban lévő közel kétszáz négyzetméter alapterületű termében fogadták a szénporral teli csilléket. A kötélpályán beérkező fém kocsikat egy három-négyfős személyzet leforgatta a rendszerről, majd azok tartalmát az úgynevezett bunkeres surrantón, azaz egy csúszdán leöntötték. A surrantók az uszályokhoz csatlakoztak, a szénpor így került a hajókra. Az üres csilléket a munkások visszaillesztették a kötélpályára, melyek tovább indultak Dorog felé, a bányához. A szénrakodóban egy puffer, vagyis egy tároló is volt, ebbe azt az anyagmennyiséget rakták, mely arra az időre volt jó, amikor a megrakott uszályt felváltotta az ürest. Az egyedi helyen és speciális adottságokkal bíró vízben álló épületet csónakkal közelítették meg a munkások, akik a kikötés után egy vaslétrán kapaszkodtak fel a magasban lévő teremhez. A feladatokat két műszakban végezték, de valószínű, hogy a folyamatos működésre is képes volt az állomás. A dunai rakodó kapacitása elérte a napi ezer tonnát is, ezt a teljesítményét 1963-ig tartotta, akkor leállították a szállítást, illetve ekkor került sor a kötélpálya és az építmény berendezéseinek elbontására. Az épület, mely ipartörténeti emlék, 1970 óta áll üresen, a két hatalmas talpazaton álló szerkezet már csak a fémvázból és a falburkolatból áll, a házrésznek még a padlógerendáit is elvitték. Az építményt tulajdonló alapítvány számításai szerint a szénrakodó állagmegóvása 50-60 millió forintba kerülne.

## Közelmúlt és a jelen
Az 1970-es leállást követően a dunai rakodó magánya 1994-ben tört meg, ebben az évben látták meg képzőművészek a lehetőséget a különleges adottságú építményben. A Dorogi Szénbányák vállalat, mint tag részt vett egy alapítvány létrehozásában, így vált ezen szervezet a szénrakodó tulajdonosává. A budapesti illetőségű Váltótér Alapítvány tagjai egy folyó fölé építendő művésztelepet álmodtak a szénrakodó közel húsz méter magasan elhelyezkedő épületébe. Az alapítvány az elmúlt 14 évben több pályázaton illetve kiállításon, bemutatón próbálta érvényesíteni elképzeléseit, az európai szinten is egyedülálló adottságú dunai rakodó így vált, ha nem is fizikailag, de szellemileg egy kreatív alkotóközösség műveinek, projektjeinek modelljévé, mi több a művészek múzsájává, ihletőjévé. A szénrakodó modellé válása nemcsak országos, de nemzetközi szintű bemutatkozásra is lehetőséget adott. A Lévay Jenő által koordinált projektek között kiemelkedik az 1997-es Képzőművészeti Egyetem intermédia szakos hallgatóinak megtartott alkotótábor. Az itt készült munkákat a Duna Múzeumban nézhette meg a közönség, az alkotások központi témája természetesen a szénrakodó volt.
A szénrakodó már hosszú évtizedek óta jellegzetes megállója, látnivalója a dunai csónaktúráknak, városnéző és  kiránduló útvonalaknak.

## Galéria

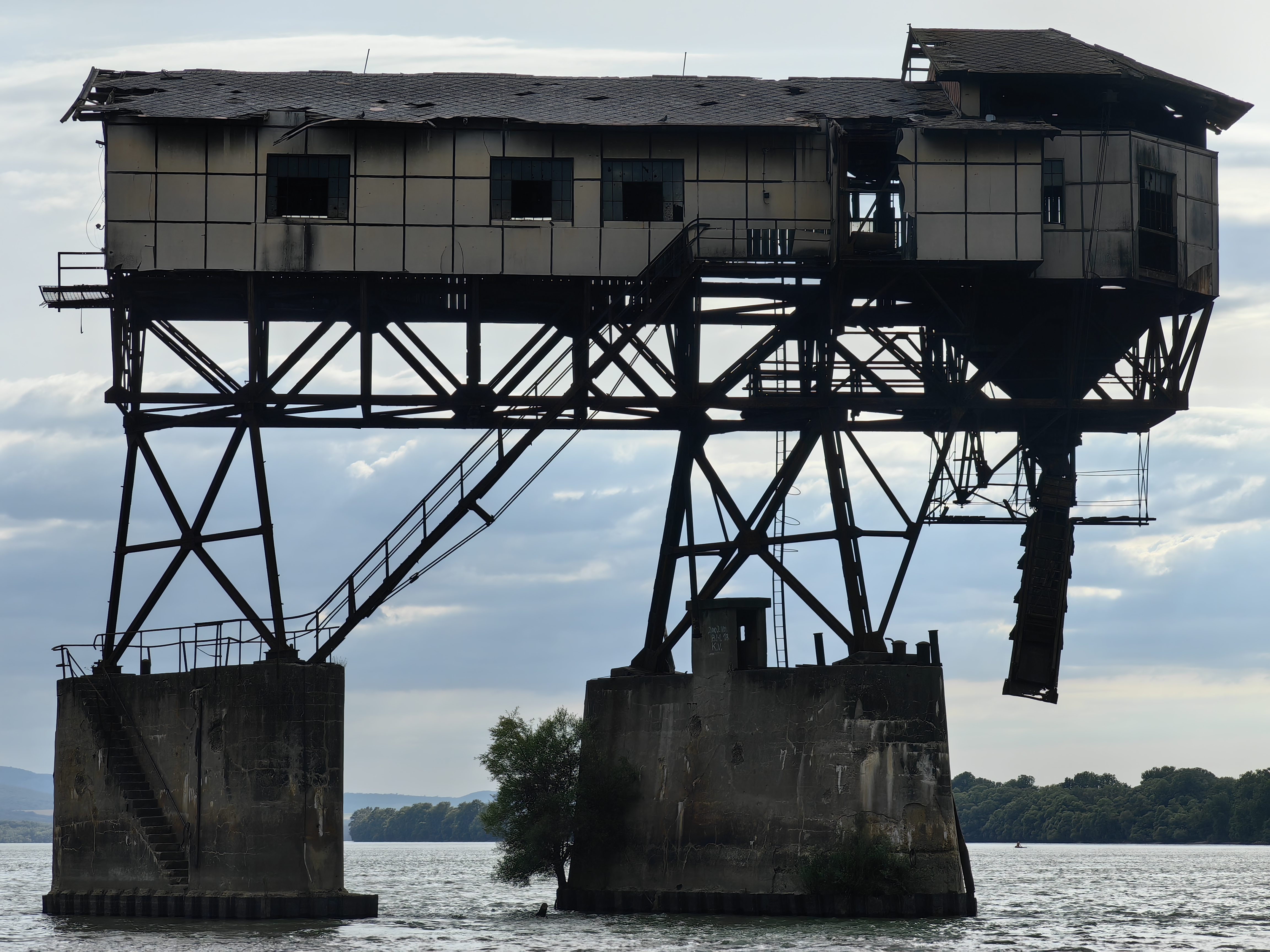
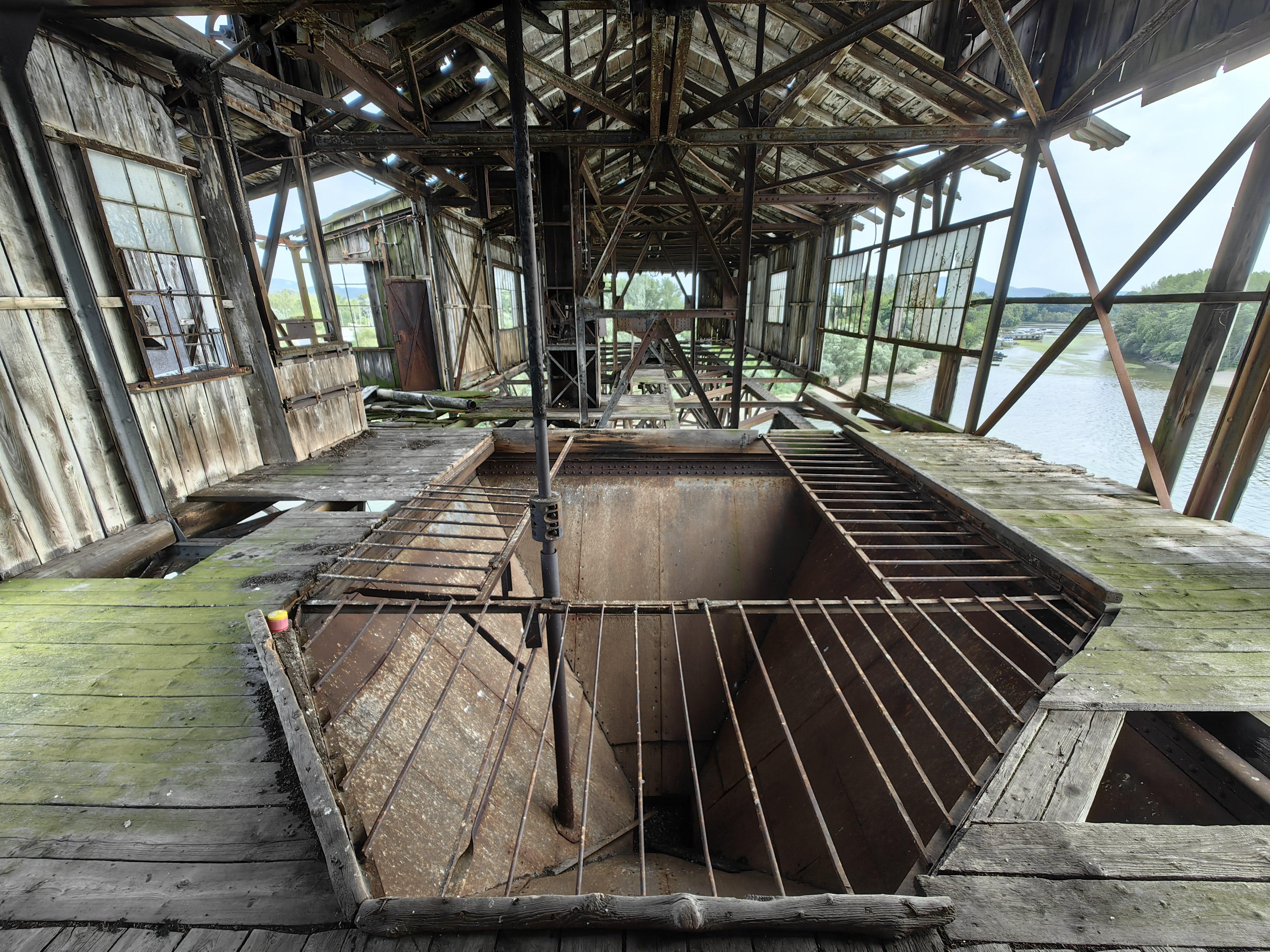
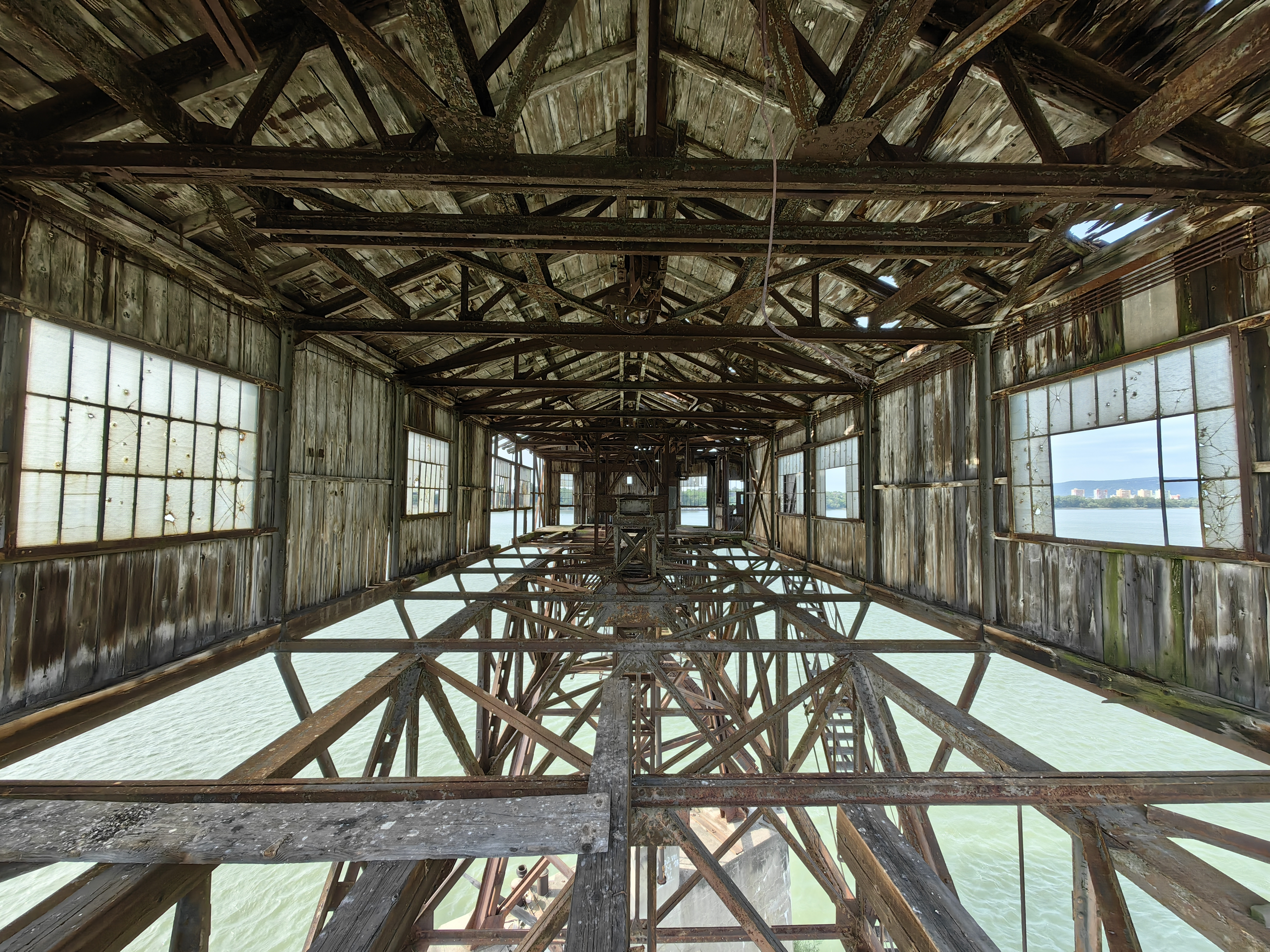
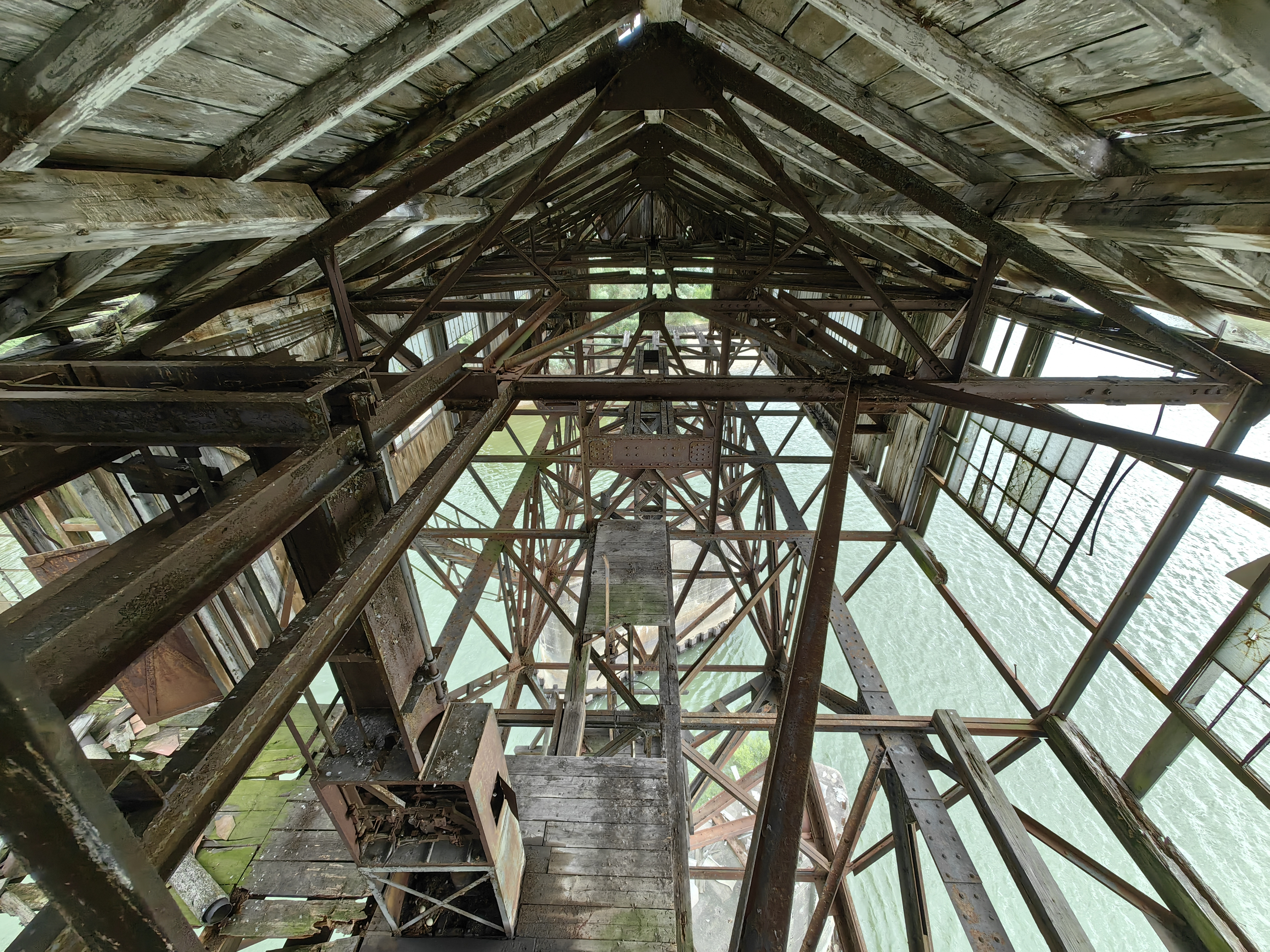
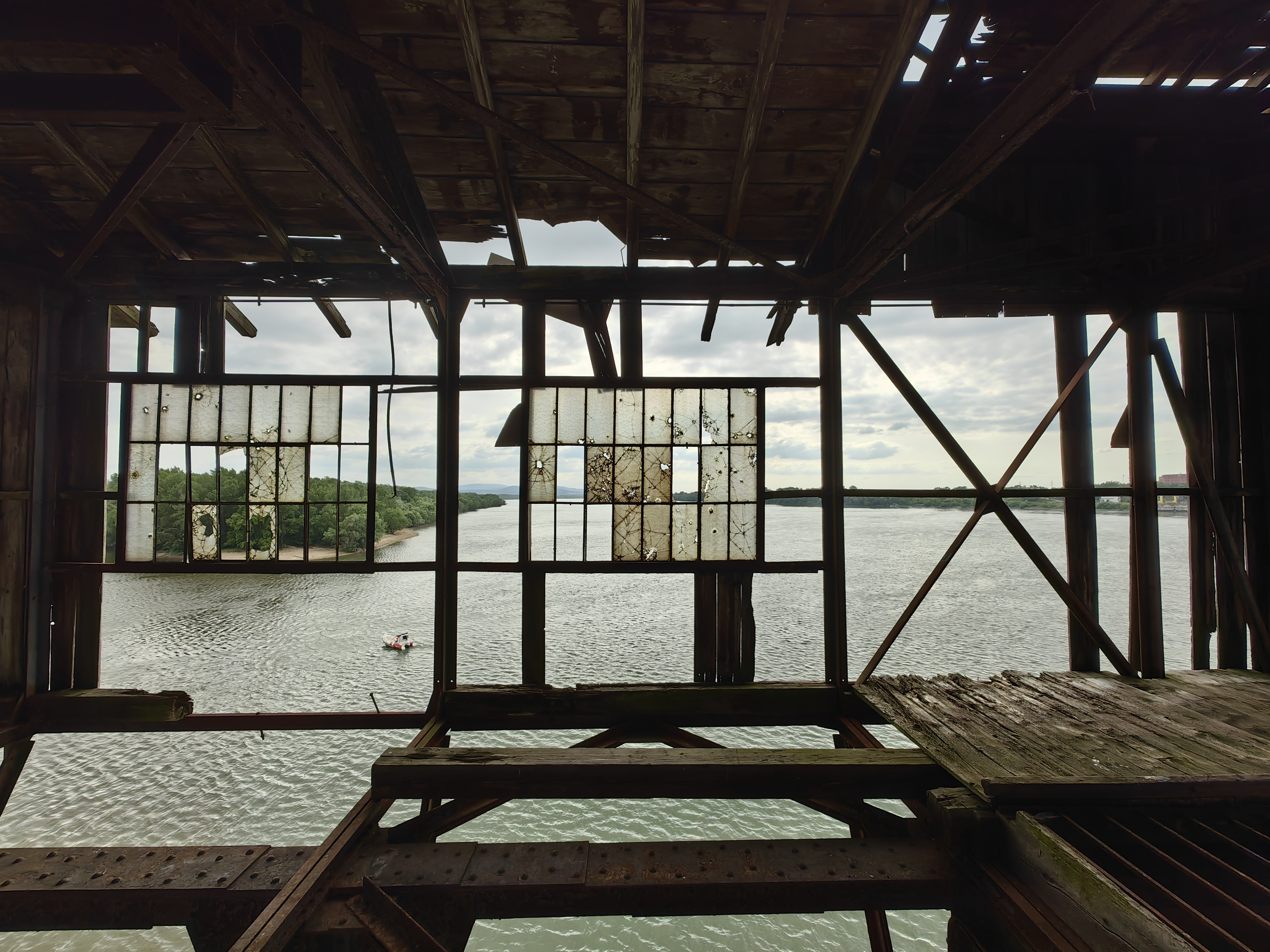
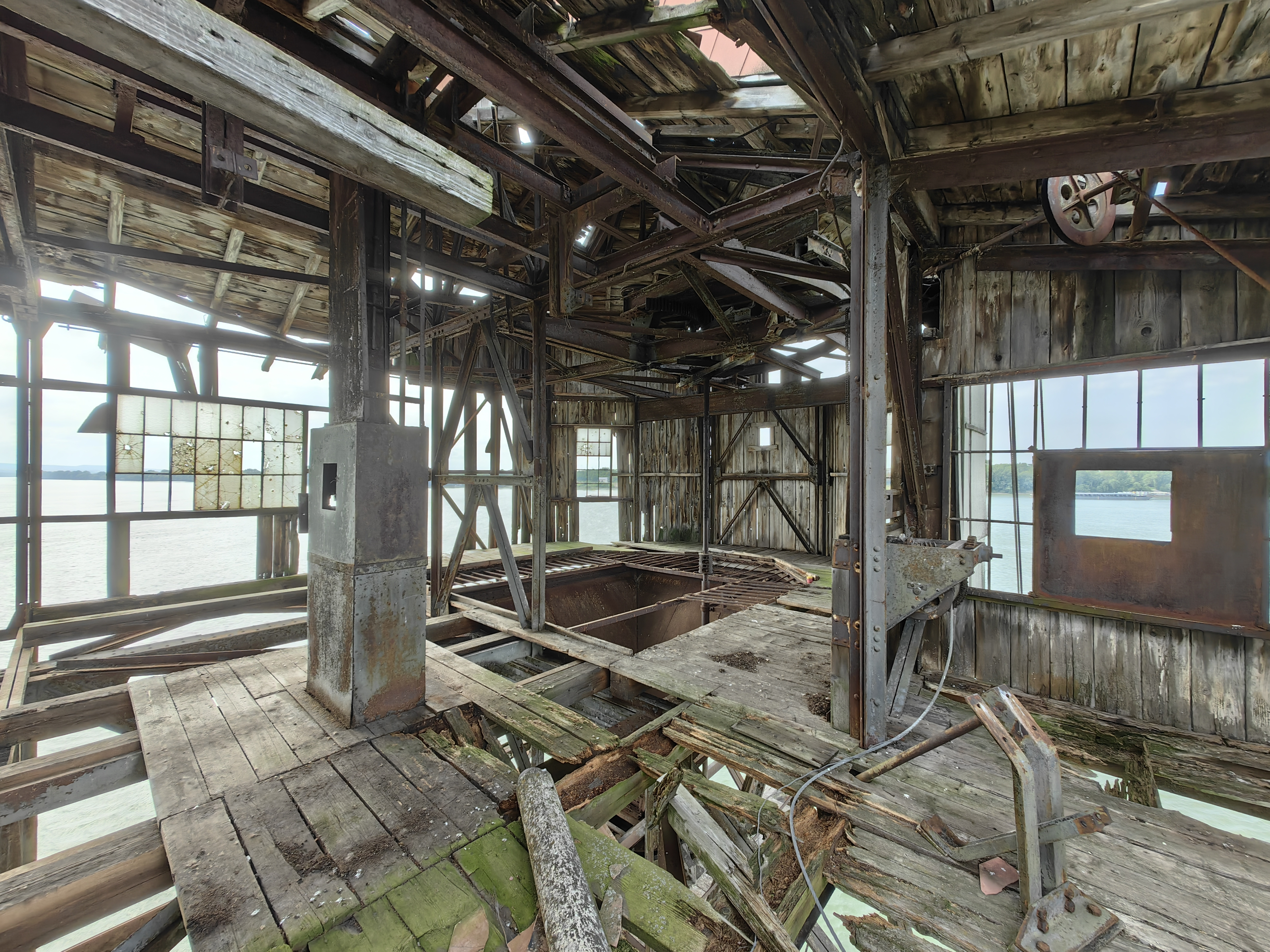